# François-Charles-Marie Gillard
François-Charles-Marie Gillard (* 29. April 1839 in Quimperlé, Département Finistère; † 29. September 1880) war ein französischer Geistlicher und ernannter römisch-katholischer Bischof von Constantine-Hippone.

## Leben
François-Charles-Marie Gillard empfing am 29. April 1839 das Sakrament der Priesterweihe.
Am 27. Februar 1880 wurde er zum Bischof von Constantine-Hippone ernannt, verstarb allerdings noch vor der Bischofsweihe.